# Hucín
Hucín (maďarsky Gice) je obec na Slovensku v okrese Revúca. Obec leží ve východní části Slovenského krasu v údolí řeky Muráň.

## Historie
Osídlení vzniklo již ve 12. - 13. století, ale první písemná zmínka o obci (pod názvem Gyuche) je z roku 1327. V novověku obec patřila více zemanským rodinám (Szentmiklóssy, Dancs, Fáy, Madarassy, Szilassy). Obyvatelstvo se zabývalo zemědělstvím, pálením vápna, hrnčířstvím a výrobou dýmek. Do roku 1918 byla obec součástí Uherska, poté Československa; v letech 1938-45 byla kvůli první vídeňské arbitráži součástí Maďarska.
Při sčítání lidu v roce 2011 žilo v Hucíně 877 obyvatel, z toho 391 Romů, 235 Slováků, 167 Maďarů a pět Čechů. 79 obyvatel nepodalo žádné informace.

## Pamětihodnosti
- Kalvínský kostel – jednolodní původně gotická stavba s polygonálním závěrem a představenou věží. Kostel pochází ze 14. století a byl výrazně přestavěn v roce 1640. Je ohrazen kamennou fortifikační zdí. Přestavbami prošel v letech 1750 a 1830, dnešní podoba kostela je klasicistní.[2]
- Klasicistní zámeček, dvoupodlažní stavba na půdorysu obdélníku s manzardovou střechou, z 90. let 18. století. Stavbě dominuje výrazný rizalit s trouhelníkovým štítem s tympanonem s vročením 1807. Fasády zámečku prošly necitlivými úpravami a ztratily tak původní členění. U zámečku se původně nacházel park.[3]

- Czekusovsky zámeček, dvoupodlažní klasicistní stavba na půdorysu obdélníku s manzardovou střechou z přelomu 18. a 19. století. Nachází se ve vyšší poloze nad sousedním zámečkem. Stavbě dominuje výrazný rizalit s trouhelníkovým štítem s tympanonem s reliéfním motivem Božího oka. Okna se šambránami mají nadokenní římsové frontony. Kolem zámečku se nachází rozsáhlý park s jezerem.[4]